# В'южний (Волчанський міський округ)
В'ю́жний (рос. Вьюжный) — селище у складі Волчанського міського округу Свердловської області.
Населення — 251 особа (2010, 275 у 2002).
Національний склад населення станом на 2002 рік: росіяни — 74 %.